# Lernaea bistricornis
Lernaea bistricornis is een eenoogkreeftjessoort uit de familie van de Lernaeidae. De wetenschappelijke naam van de soort is voor het eerst geldig gepubliceerd in 1950 door Harding.